# سفرهای محمود احمدی‌نژاد به نیویورک
سفرهای محمود احمدی‌نژاد به نیویورک به مجموعه ۹ سفری گفته می‌شود که محمود احمدی‌نژاد در مقام رئیس‌جمهور ایران به این کشور سفر کرده‌است. هشت نوبت از این سفرها به سازمان ملل متحد برای شرکت در نشست سالانه این سازمان و یک نوبت هم برای شرکت در اجلاس بازنگری پیمان منع گسترش سلاح‌های هسته‌ای (ان‌پی‌تی)؛ اجلاسی که در سطح وزیران و معاونان وزیر امورخارجه برگزار شد و محمود احمدی‌نژاد تنها رییس‌جمهوری حاضر در این اجلاس بود. احمدی‌نژاد از حیث تعداد سفرهای انجام داده به نیویورک، صاحب رکورد در بین رئیسان جمهور جمهوری اسلامی ایران می‌باشد.
سید شمس‌الدین خاروقانی، سفیر سابق ایران در آلمان و از دیپلمات‌های ارشد ایرانی، در خاطرات خود، از تبدیل‌شدن فرصت‌ها به تهدید، بعد از هربار سخنرانی احمدی‌نژاد در نشست‌های سازمان ملل متحد، پرده برداشته‌است. وی عنوان می‌کند متن سخنرانی‌های احمدی‌نژاد را نه دیپلمات‌های ارشد وزارت امور خارجه جمهوری اسلامی ایران، بلکه اطرافیان وی و نزدیکان به دیدگاه‌های شخصی احمدی‌نژاد تنظیم می‌کردند که با منافع ملی ایران، منافات داشت. عدم مشورت‌گیری با دیپلمات‌های ایرانی و بیان سخنانی ثقیل که درک آن‌ها برای نمایندگان سایر کشورها دشوار بود و قالباً تعبیر به جنگ‌طلبی ایران می‌شد، از اختلافات عمده به وجود آمده در میان اعضای هیئت ایرانی حاضر در این سفرها بود.
هیئت‌های همراه احمدی‌نژاد همواره یکی از حاشیه‌سازترین جنبه‌های سفرهای وی به ایالات متحده آمریکا به‌شمار رفته‌است. تعداد نفرات حاضر در هیئت‌ها، نحوه گزینش آن‌ها برای این سفر و همچنین گفتار و رفتار آن‌ها در نیویورک از موارد اعتراض‌برانگیز به سفرهای مزبور بوده‌است. در معروف‌ترین این قبیل رفتار، طرح شکایت کمیسیون اصل نود از احمدی‌نژاد به موجب همراه بردن خانواده تنی چند از دولتمردان همراه رئیس‌جمهور در سفر سال ۱۳۹۱ (آخرین سفر) به نیویورک است. این پرونده که همچنان مفتوح است، نسبت به اعزام تعدادی از اعضای خانواده شخص رئیس‌جمهور و همراهان وی شکایاتی مطرح کرده و یکی از دلایل اینکار را تحمیل هزینه گزاف به بیت‌المال جهت هزینه انتقال و همچنین هتل محل اقامت هیئت ایرانی است. این شکایتنامه پس از تنظیم نهایی در صحن علنی مجلس مطرح می‌شود و بعد از آن به قوه قضائیه فرستاده شود. از جمله اسامی افرادی که کمسیون همراه کردن ایشان را خارج از رفتار دولتمردان می‌داند، عبارتند از: اعظم‌السادات فراحی، همسر رییس‌جمهوری - طیبه ترکستانی، همسر حمیدرضا بقایی - شهربانو ذبیحان لنگرودی، همسر اسفندیار رحیم مشایی - قصری ضرغامی‌ثابت، همسر سید مجتبی ثمره هاشمی - علیرضا احمدی‌نژاد، فرزند رییس‌جمهوری - حسنا احمدی‌نژاد، فرزند رییس‌جمهوری - رضا رحیم‌مشایی، فرزند اسفندیار رحیم‌مشایی و امیررضا بقایی، فرزند حمیدرضا بقایی.